# Leonid Wasiljew
Leonid Wasiljewicz Wasiljew, ros. Леонид Васильевич Васильев (ur. w 1891 r. w stanicy Ostrowskaja w Rosji, zm. 9 kwietnia 1948 r. w ZSRR) – rosyjski wojskowy (pułkownik), dowódca ochotniczego kozackiego dywizjonu kawalerii w składzie niemieckiej 813 Dywizji Piechoty oraz 3 kozackiej mieszanej brygady kawalerii, a następnie atamańskiego kozackiego pułku gwardii w składzie Kozackiego Stanu podczas II wojny światowej.
Ukończył nikołajewską szkołę kawaleryjską. Od 1914 r. służył w lejbgwardii atamańskiego pułku kawalerii. Brał udział w I wojnie światowej. W 1917 r. awansował do stopnia podesauła. W 1918 r. przystąpił do kozackich oddziałów wojsk białych. Został w stopniu esauła dowódcą 1 sotni lejbgwardii atamańskiego pułku kawalerii. Po ewakuacji z Krymu do Gallipoli w listopadzie 1920 r., przebywał na wyspie Lemnos, gdzie 11 stycznia 1921 r. dostał awans do stopnia pułkownika. W tym samym roku zamieszkał w Jugosławii. W 1923 r. przeniósł się do Paryża, gdzie pracował m.in. jako robotnik i taksówkarz. W okresie II wojny światowej podjął współpracę z Niemcami. W 1942 r. wstąpił do Wehrmachtu, współuczestnicząc w formowaniu kozackich oddziałów w służbie armii niemieckiej. Od lutego do października 1943 r. był dowódcą ochotniczego kozackiego dywizjonu kawalerii w składzie niemieckiej 813 Dywizji Piechoty. W czerwcu 1944 r. objął dowództwo 3 kozackiej mieszanej brygady kawalerii, a na początku 1945 r. w stopniu generała majora – atamańskiego kozackiego pułku gwardii w składzie Kozackiego Stanu. Jednocześnie został wybrany zastępcą atamana marszowego Kozaków dońskich. W maju 1945 r. wraz z pozostałymi Kozakami poddał się Brytyjczykom i został osadzony w obozie w Lienz. W imieniu dowódców kozackich prowadził negocjacje z oficerami brytyjskimi. 29 maja w Judenburgu został wydany Sowietom, którzy go aresztowali i przewieźli do Moskwy. Po procesie został skazany na karę 10 lat pozbawienia wolności. Przebywał w gułagu w czelabińskim obwodzie, gdzie zmarł 9 kwietnia 1948 r.